# Clément Weill-Raynal
Pour les articles homonymes, voir Weill-Raynal, Weill et Raynal.
Clément Weill, dit Weill-Raynal, né le 24 novembre 1959 à Boulogne-Billancourt (Hauts-de-Seine), est un journaliste, essayiste et romancier français.

## Biographie

### Débuts
Clément Weill-Raynal est né en 1959 à Boulogne-Billancourt dans une famille traditionnellement de gauche,.
Après avoir obtenu son baccalauréat en 1978, au lycée Henri-IV à Paris, il commence des études de droit des affaires à l'université Paris-I Panthéon-Sorbonne. Sa licence en poche, il rentre à l'école de journalisme, le CFJ, en 1982, dont il sortira diplômé en 1985.

### Carrière
Chroniqueur judiciaire et rédacteur en chef adjoint à France 3, il se fait remarquer par son opposition à Charles Enderlin dans l'affaire Mohammed al-Durah. Il est également membre du conseil du consistoire central israélite de France de Paris Île-de-France.
Il fait l'essentiel de sa carrière à France Télévisions, sur l'antenne de France 3, où il est entré en 1985. Rédacteur-en-chef adjoint des éditions nationales, il est également chroniqueur judiciaire. À ce titre, il assure la couverture de nombreuses affaires retentissantes et de grands procès.
Il est mis en examen pour diffamation et complicité de diffamation dans le cadre de l'affaire de Mohammed al-Durah où son frère, Guillaume Weill-Raynal - qui est proche du journaliste Charles Enderlin et de l'avocate Orly Rezlan qui défend le père de Mohammed al-Durah - a ainsi aidé l'avocate à « monter son dossier » contre son frère Clément,,,.
En 2013, il révèle au grand public le « mur des cons » installé dans les locaux du Syndicat de la magistrature et sur lequel sont affichées les photos d'hommes politiques, intellectuels, journalistes majoritairement de droite et de deux pères de victimes. Cela lui vaut d'être mis à pied par la direction de France 3, à la demande du syndicat SNJ-CGT de France 3. Celui-ci publie un communiqué dans lequel il se dit solidaire du Syndicat de la magistrature. Le Syndicat national des journalistes apporte son soutien au Syndicat de la magistrature et rappelle que « l'utilisation d’images volées dans un lieu privé, en l’occurrence les locaux du SM, est contraire à la déontologie professionnelle la plus élémentaire ». Ce soutien du Syndicat national des journalistes au Syndicat de la magistrature ainsi que ses reproches à l'encontre du journaliste seront critiqués en retour, entre autres, par Luc Rosenzweig dans une tribune sur le site Causeur.
Clément Weill-Raynal relate ces événements et leurs conséquences dans un livre, Le Fusillé du mur des cons,. Le 12 janvier 2021, la présidente du Syndicat de la magistrature, Françoise Martres, est définitivement condamnée par la Cour de cassation.
En octobre 2019, il est menacé de sanctions par sa hiérarchie pour avoir évoqué très tôt l'hypothèse d'un attentat, puis celle d'un attentat terroriste d'inspiration islamiste après l'attentat de la préfecture de police de Paris commis le 3 octobre 2019 et ayant fait 4 victimes.

### Vie privée
Son frère jumeau est l'avocat Guillaume Weill-Raynal, avec qui il est en profonde divergence,. Sa sœur est Aude Weill-Raynal (vice-présidente de l'association pro-israélienne Avocats sans frontières).
Il est également le petit-fils de l'homme politique et ancien député (SFIO) Étienne Weill dit Weill-Raynal (1887-1982) et l'arrière-arrière-petit-neveu du ministre et député de la Gironde David Raynal (1840-1903),.
Il est marié avec la journaliste Martine Perez, responsable du service santé du Figaro et élue UMP dans le 4e arrondissement de Paris (en 2014-2015, dans le 3e arrondissement).

## Publications
- Le Tombeau de Rachi, Paris, Éditions du Cerf, 1997 (présentation en ligne)
- Le Songe du guerrier (roman), Paris, Éditions Albin Michel, 2006 (présentation en ligne)
- Le Fusillé du mur des cons, Paris, Éditions Plon, 2013 (ISBN 978-2259222334, présentation en ligne)[7]
- Rue Copernic. L'enquête sabotée : 1980-2023, Paris, L'Artilleur, 296 p., 2023  (ISBN 978-2810011056)
- La gauche antisémite, une haine qui vient de loin, Paris, L'Artilleur, 352 p., 2025  (ISBN 978-2810012671), présentation en ligne).